# تپه قیوسی
تپه قیوسی مربوط به دوره ساسانیان است و در شهرستان سنقر، بخش کلیائی، روستای مزراله واقع شده و این اثر در تاریخ ۱۱ مرداد ۱۳۸۴ با شمارهٔ ثبت ۱۲۴۹۰ به‌عنوان یکی از آثار ملی ایران به ثبت رسیده است.